# Mobutu Sese Seko
Mobutu Sese Seko Kuku Ngbendu wa za Banga geboren als Joseph-Désiré Mobutu, (Lisala (Belgisch-Congo), 14 oktober 1930 – Rabat (Marokko), 7 september 1997), vaak afgekort tot Mobutu Sese Seko of gewoon Mobutu, was een Congolees politicus en militair die de eerste en enige president van Zaïre was van 1971 tot 1997. Daarvoor was hij van 1965 tot 1971 de tweede president van de Democratische Republiek Congo. Ook diende hij van 1967 tot 1968 als de vijfde voorzitter van de Organisatie van Afrikaanse Eenheid. 
Tijdens de Congocrisis greep Mobutu, destijds stafchef van het leger, met steun van België en de Verenigde Staten de macht door de democratisch gekozen regering van de Congolese nationalist Patrice Lumumba in 1960 omver te werpen. Mobutu installeerde een regering die verantwoordelijk was voor de moord op Lumumba in 1961 en bleef het leger leiden totdat hij in 1965 via een tweede staatsgreep de macht direct naar zich toe trok. 
Om zijn macht te consolideren, richtte hij in 1967 de Volksbeweging van de Revolutie op als enige toegestane politieke partij. In 1971 veranderde hij de naam van het land van Congo naar Zaïre, en in 1972 veranderde hij zijn eigen naam in Mobutu Sese Seko. Mobutu beweerde dat zijn politieke ideologie "noch links, noch rechts, noch zelfs in het midden" was, maar desondanks ontwikkelde hij een zeer autocratisch regime. Hij probeerde alle koloniale culturele invloeden uit het land te verwijderen door middel van zijn "nationale authenticiteit"-programma. Mobutu was het onderwerp van een alomtegenwoordige persoonlijkheidscultus.
Onder zijn bewind vergaarde hij een enorm persoonlijk fortuin door middel van economische uitbuiting en corruptie. Hij was verantwoordelijk voor grootschalige mensenrechtenschendingen, en het land leed onder ongecontroleerde inflatie, een enorme staatsschuld en sterke devaluatie van de munt.
Mobutu kreeg sterke militaire, diplomatieke en economische steun van de Verenigde Staten, Frankrijk en België, omdat hij fel tegen het communisme in Franstalig Afrika was. Ook onderhield hij nauwe banden met de regeringen van Zuid-Afrika, Israël en het Griekse Kolonelsregime
Tegen 1990 dwongen economische achteruitgang en groeiende onrust Mobutu ertoe een coalitie met politieke tegenstanders te vormen en een meerpartijenstelsel toe te staan. Hoewel hij zijn troepen inzette om veranderingen te dwarsbomen, kon hij dit niet lang volhouden. In mei 1997 werd hij door rebellen onder leiding van Laurent-Désiré Kabila uit de macht gezet en in ballingschap gedwongen. Mobutu, die al leed aan vergevorderde prostaatkanker, overleed drie maanden later in Marokko.

## Politiek
Decennialang werd Mobutu gesteund door de westerse leiders en door andere Afrikaanse dictators: Idi Amin, Siad Barre en Robert Mugabe. Toen de Koude Oorlog eindigde, verminderde de steun vanuit de westerse wereld en begon zijn toch al verzwakte regime af te brokkelen.

## Geld en personencultus
Mobutu's politiek was er vooral op gericht zichzelf en zijn vertrouwelingen te verrijken en hij bouwde aldus een echte kleptocratie uit. Door de staatsinkomsten af te romen vergaarde hij miljarden. De CIA schatte zijn vermogen in de jaren 1980 op 4 miljard dollar. Het Congolese volk leed honger, maar Mobutu liet voor zichzelf en zijn familie elf paleizen in Zaïre bouwen. Bij zijn overlijden bezat hij onder meer een koffieplantage in Brazilië, een residentie met zicht op zee en twee huizen in Zuid-Afrika, en bovendien hotels en een wijngaard in dat land. In Parijs bezat hij toen een woning met een oppervlakte van 800 vierkante meter aan de Avenue Foch. "Villa del Mare" in Roquebrune-Cap-Martin aan de Franse Azurenkust was zijn luxevilla.
Het 'mobutisme' werd ingesteld als nationale ideologie en Mobutu moest beschouwd worden als 'messias'. Mobutu gaf zichzelf titels als De gids en De maarschalk. Hij stond bekend om zijn buitensporig dure feesten en bezat vastgoed in België, Frankrijk, Zwitserland en Marokko.
Naar het voorbeeld van Roemenië, China en Noord-Korea had Mobutu een eigen propagandapolitiek.
Sakombi Inongo, de minister van Informatie, bedacht een hele cultus van persoonsverheerlijking, waarbij Mobutu aan het volk gepresenteerd werd als een godheid. Zo begonnen de avondprogramma's op televisie een tijdlang met een foto van Mobutu, die uit de wolken tevoorschijn kwam. Dit beeld had een krachtige uitwerking op de bevolking van Zaïre. Voor de leider werden vele liederen geschreven, die gezongen werden wanneer hij een dorp of stad bezocht.

### Afrikanisering
Mobutu droeg een eigen uniform, gebaseerd op kledij gedragen door Jawaharlal Nehru en Mao Zedong, met frivole Afrikaanse invloeden. Het hooggesloten jasje met luipaardprint en zijden foulard, de abacost, werd verplichte dracht voor overheidsdienaren in de plaats van een westers kostuum. Ook vrouwen werden gestimuleerd zich 'Afrikaans' in plaats van westers te kleden.
Het veranderen van alle namen in Afrikaanse namen maakte deel uit van de afrikaniseringspolitiek. Hij gaf hiervoor het startsein op 2 januari 1972: zowel munt, rivier als land heette voortaan Zaïre, 'Les trois Z' (De drie Z). Mobutu nam het voortouw door zijn naam te veranderen van 'Joseph-Désiré Mobutu' in 'Mobutu Sese Seko kuku Ngbendu wa za Banga' (= de sterke, krachtige leider die het land naar voorspoed zal brengen). Hij deed de aankondiging van zijn naamsverandering op 10 januari.

## Levensloop

### Afkomst en jeugdjaren
De familie van Mobutu kwam uit Gbadolite, waar Mobutu tijdens zijn bewind een vliegveld, een ziekenhuis, een waterkrachtcentrale en drie luxueuze paleizen bouwde.
Mobutu ging als kind naar school bij de paters kapucijnen. Volgens zijn latere hofbiograaf Francis Monheim zou hij slechte herinneringen hebben overgehouden aan deze periode. In november 1950 schreef Mobutu zich in bij de École Centrale des Sous-Officiers te Luluaburg. Daar volgde hij gedurende twee jaar een cursus secretariaat en boekhouding. Hij behaalde de graad van sergeant. Na drie jaar Luluaburg werd hij overgeplaatst naar het hoofdkwartier van de Congolese Weermacht te Leopoldstad. Ondertussen werd hij ook journalist bij de Congolese krant Actualités Africaines. Omdat hij militair was, moest Mobutu schrijven onder de schuilnaam J. de Banzy.

### Lumumbist in België
Als journalist bezocht Mobutu in 1958 voor het eerst België. Voor de wereldtentoonstelling Expo 58 in Brussel werden honderden Congolezen overgevlogen om het 'Congopaleis' op te fleuren. Daar waren ze tegelijkertijd gasten, tentoongestelden, journalisten en werknemers. Hun verblijf was vernederend, maar ook verhelderend en de Congolezen konden contacten leggen die door de koloniale repressie in eigen land onmogelijk waren, wat sterk bijdroeg aan de snelle onafhankelijkheid.
Terug in Congo woonde Mobutu een vurige toespraak van Patrice Lumumba bij en hij werd meteen een 'lumumbist'. Een jaar later mocht hij alweer naar België. Sabena had namelijk enkele Congolese journalisten als persvertegenwoordigers uitgenodigd en Mobutu bleef meer dan een jaar in België. In deze periode brak de onafhankelijkheidsstrijd uit in Congo en de Belgische regering besliste over te gaan tot een snelle onafhankelijkheid. De belangrijkste Congolese politici werden in Brussel uitgenodigd om een rondetafelconferentie bij te wonen. Mobutu, die nog steeds in Brussel verbleef, kon zo van zeer nabij de Belgo-Congolese rondetafelconferentie volgen. Bij aanvang van de conferentie zat Lumumba nog in de gevangenis in Leopoldstad. Mobutu klopte bij allerhande instanties aan om Lumumba vrij te krijgen. Dat gebeurde uiteindelijk ook. Lumumba reisde meteen naar Brussel om zich bij de Congolese delegatie te voegen. Meteen na zijn aankomst stelde hij Mobutu aan als zijn secretaris.

### Kolonel tijdens de Congocrisis
Op 30 juni 1960 reisden koning Boudewijn en zijn ministers naar Leopoldstad voor de officiële onafhankelijkheidsviering van Congo. Lumumba werd premier en Joseph Kasavubu president van de nieuwe natie. In de regering Lumumba werd Mobutu belast met defensieaangelegenheden. Kort na de onafhankelijkheid belandde Congo echter in een diepe crisis. Op 5 juli sloeg het leger in Leopoldstad aan het muiten. Tot overmaat van ramp scheidde de rijke provincie Katanga zich op 11 juli onder het leiderschap van Moïse Tshombe af. De afscheiding werd niet afgekeurd door België. Integendeel, België begon een pro-Katangese politiek te voeren, zonder het onafhankelijke Katanga echter ooit diplomatiek te erkennen. Lumumba en Kasavubu riepen daarop prompt de hulp in van de Verenigde Naties.
Op 9 augustus volgde Albert Kalonji het voorbeeld van de Katangezen: hij riep de autonome staat Zuid-Kasaï uit. Op 27 augustus namen troepen die onder het bevel stonden van stafchef Mobutu de hoofdstad Bakwanga van Zuid-Kasaï in. De rebellen beschikten niet over een leger en de inname van de hoofdstad werd een echt bloedbad. De soldaten moordden daarbij hele dorpen uit, de VN spraken van volkerenmoord. De misdaden van de Congolese soldaten leidden tot verontwaardiging in de internationale pers. Hoewel de soldaten onder bevel stonden van Mobutu, was het Lumumba, die als de gehate grote schuldige werd aangewezen.

### De eerste staatsgreep
Ondertussen belandde de Congolese politiek eveneens in een diepe crisis. De westerse regeringen beschouwden Lumumba als gevaarlijk, wisselvallig en procommunistisch. Kasavubu werd vanuit Brussel en Washington bewerkt om Lumumba te ontslaan. Dat deed hij dan ook op 5 september 1960. Lumumba liet zich echter niet zomaar aan de kant zetten en ontsloeg op zijn beurt Kasavubu. Op dit moment verscheen Mobutu, die ondertussen kolonel geworden was in het Congolese leger, voor het eerst op het politieke toneel. Hij kondigde op 14 september via de radio aan dat hij beslist had om de twee kamers, de president en de premier te ‘neutraliseren’, en een College van Commissarissen op te richten. Mobutu kon in dit stadium nog niet beschouwd worden als ‘de sterke man’ van Congo. Zijn machtsinstrument, het leger, was gedesorganiseerd, slecht bewapend, ongedisciplineerd en verdeeld volgens etnische lijnen. Het voornaamste gevolg van zijn 'staatsgreep' was dat hij Lumumba politiek wist uit te schakelen. Op 1 december werd Lumumba, tijdens zijn vluchtpoging vanuit Leopoldstad naar zijn thuisbasis Stanleystad, gearresteerd door de troepen van Mobutu en in januari 1961 door hem uitgeleverd aan zijn 'bloedvijanden' in Katanga, waar hij werd vermoord.

### Carrière in het leger
Na de arrestatie van Lumumba trok Mobutu zich uit de politiek terug. Hij zou echter de komende maanden en jaren op militair gebied de handen meer dan vol hebben. Op verschillende plaatsen braken opstanden en revolutionaire bewegingen uit. De Congolese soldaten bleken echter niet in staat om de opstandelingen te bevechten. Met behulp van de westerse troepen en huurlingen slaagde Mobutu er toch in de rebellen in Katanga en Kwilu te onderwerpen. Mobutu werd de verpersoonlijking van de nationale eenheid.

### De tweede staatsgreep

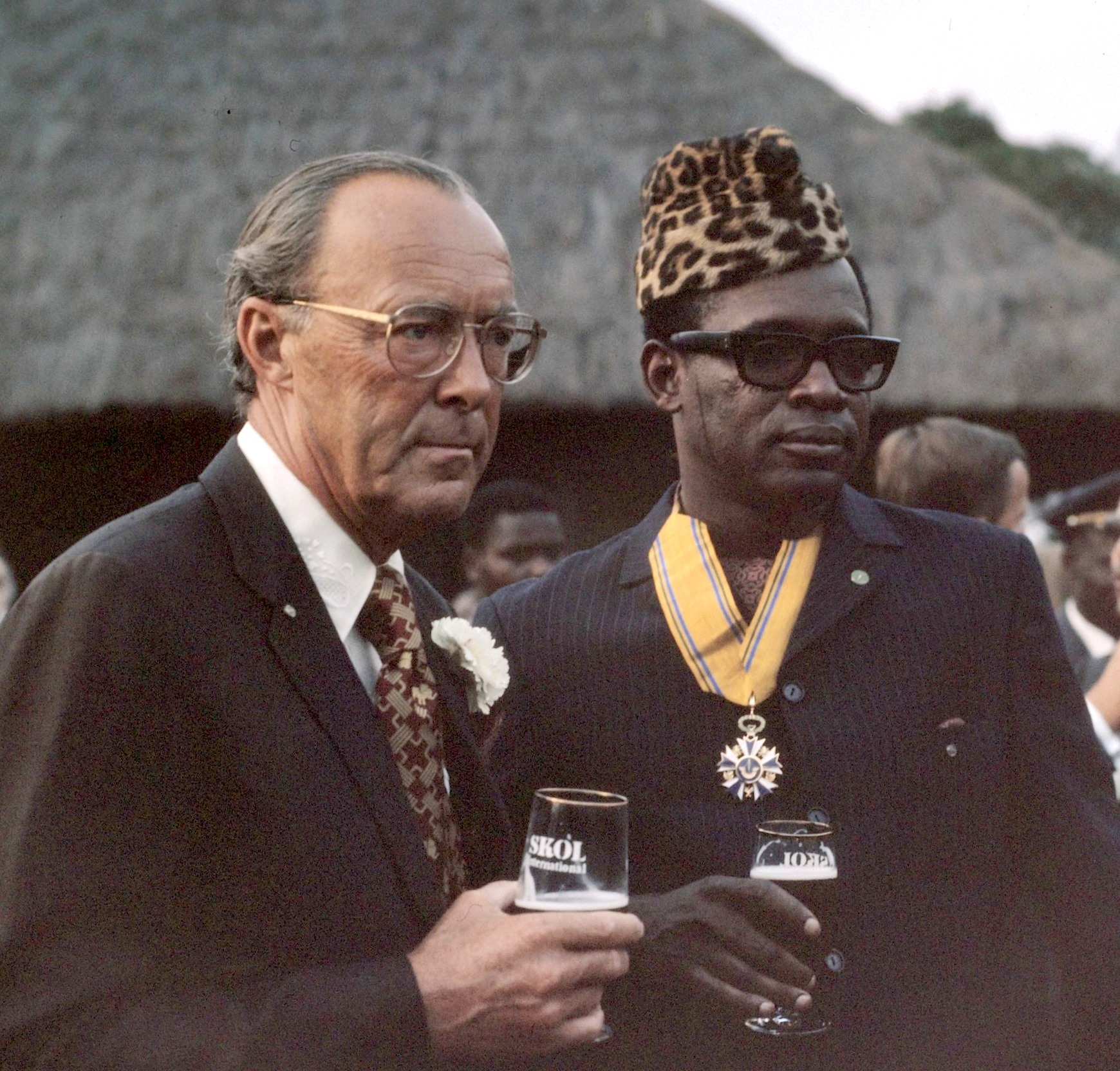
Prins Bernhard en Mobutu (1973)

Op 24 november 1965 vond Mobutu dat zijn moment gekomen was en hij pleegde opnieuw een staatsgreep. Dit keer bleek de coup definitief. Mobutu consolideerde meteen zijn macht. Hij schafte het parlement en het meerpartijenstelsel af. Later werd zijn partij, de Mouvement Populaire de la Révolution, de enige bij grondwet toegelaten partij. Mobutu bleek al snel een wreed dictator. Hij twijfelde bijvoorbeeld nooit om zijn tegenstanders fysiek uit te schakelen. Zo liet hij in mei 1966 vier politici, waaronder eerste minister-elect Évariste Kimba in het openbaar ophangen (later 'de Pinksterophangingen' genoemd). Daarnaast werden ook de universiteiten slachtoffer van het mobutisme. In 1968 braken er voor het eerst onrusten uit toen de studenten de liberalisering van het regime eisten. Een jaar later, op 4 januari 1969, werd opnieuw een studentenmanifestatie georganiseerd. Deze eindigde op een treffen tussen de studenten en de ordestrijdkrachten die vuurwapens gebruikten. De tientallen doden werden in een massagraf geworpen en enkele dagen later werden alle studentenverenigingen verboden. Twee jaar later kwam het opnieuw tot een zwaar treffen. Op 2 juni 1971 herdachten de studenten van Lovanium hun overleden kameraden binnen de omheining van de campus. Het leger probeerde de manifestatie uiteen te slaan en opnieuw kwam het tot zware rellen.

### Afbrokkeling van Mobutu's bewind
Vanaf 1990 veranderde het internationale klimaat echter. De Koude Oorlog liep ten einde en de westerse regeringen hadden behoefte aan andere bondgenoten dan het soort dictators dat ze vanaf de jaren zestig gedoogd hadden als afweer tegen het communisme. De dictaturen moesten nu vervangen worden door democratieën. Mobutu verloor stilaan al zijn bondgenoten en zijn regime was ten dode opgeschreven. Volgens  de socioloog Gauthier de Villers volgde de stelselmatige aftakeling van het regime echter een eigen logica, en was het einde van de Koude Oorlog enkel de genadeslag voor het regime.
Mobutu trachtte zelf nog hervormingen door te voeren door in 1990 het einde van de eenpartijstaat aan te kondigen en ruimte te maken voor een driepartijenstaat, waarbij hij officieel afstand nam van zijn partij Mouvement Populaire de la Révolution (MPR). Maar de geest was uit de fles. Om hervormingen voor te stellen riep Mobutu een Nationale Soevereine Conferentie uit, waarin allerlei groeperingen, waaronder het maatschappelijk middenveld hun mening konden geven. De conferentie begon in de tweede helft van 1990 en duurde tot in 1992. De conferentie bleek invloedrijker dan gedacht en Mobutu besloot deze te beëindigen. Na een protestmars op 16 februari 1992 tegen de sluiting, die eindigde in een bloedbad, werd de conferentie heropend, waarbij de toenmalige voorzitter en vertrouweling van Mobutu vervangen werd door aartsbisschop Monsengwo.

## Einde en overlijden
In 1994 moest Mobutu, die aan prostaatkanker leed, hiervoor in Zwitserland worden behandeld. Na zijn terugkeer in Zaïre was hij fysiek erg verzwakt. Tijdens zijn afwezigheid begon de Eerste Congolese Burgeroorlog in het oosten van Zaïre.
De rebellen grepen onder leiding van Laurent-Désiré Kabila de macht in mei 1997. Mobutu vluchtte en liet Congo arm en in chaos achter. Hij stierf later dat jaar in Rabat in Marokko aan de gevolgen van kanker.